# Adolf Pleskot
Adolf R. Pleskot (17. června 1858 Kouřim – 1933 ? Praha) byl český podnikatel, technik a konstruktér v oboru vodárenství, majitel továrny na výrobu vodoměrů a plynoměrů. Stal se průkopníkem ve svém oboru, za svou kariéru dosáhl celé řady patentů, roku 1892 se pak Pleskotova firma stala výhradním dodavatelem vodoměrů a plynoměrů pro Královské hlavní město Praha. Byl bratrem Felixe Pleskota, dědy předního českého architekta Josefa Pleskota.

## Život

### Mládí
Narodil se v Kouřimi do rodiny Jiřího Pleskota a jeho ženy Marie, rozené Křižákové. V dospělém věku odešel do Prahy.

### První česká továrna na vodoměry
Roku 1884 založil Adolf Pleskot v Hybernské ulici č. 42 továrnu na výrobu olověných trubek a armatur. Zejména olověné trubky s cínovou vložkou byly hojně využívány při stavbě řady pražských bytových domů. Pleskot se aktivně věnoval konstrukční činnosti: ve spolupráci s libeňským výrobcem obdobného sortimentu Vilémem Bímou si nechali patentovat vodoměrný mechanický systém Pleskot Bíma s odečtem spotřeby, který Pleskotova firma od roku 1887 sériově vyráběla. Úspěch ve výrobě specifického sortimentu vedl roku 1892 k podpisu smlouvy s Vodárenskou kanceláří Královského hlavního města Prahy, díky které se firma stala výhradním dodavatelem vodoměrů pro městskou vodovodní soustavu.
Roku 1910 se Adolf Pleskot rozhodl rozšířit výrobu a přemístit provoz do nového, většího prostoru mimo centrum města. Zakoupil nově postavený objekt bytového domu v Holešovicích od stavitele Jindřicha Vaňhy s přilehlými dílnami, které byly roku 1915 rozšířeny o patro.
Byl také mecenášem. Ve 30. letech daroval vitráž do děkanského kostela svatého Štěpána v Kouřimi.

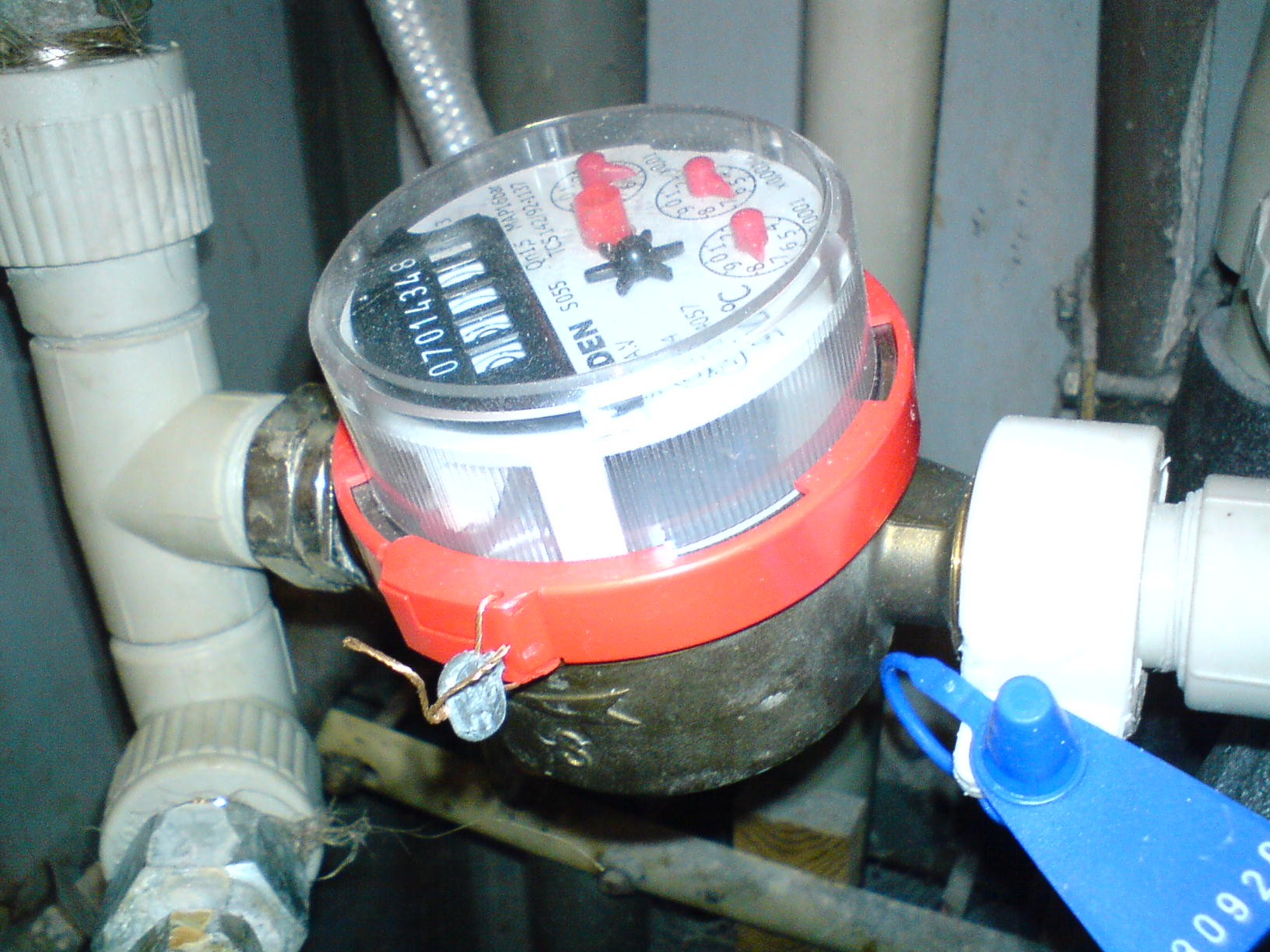
Moderní lopatkový vodoměr

### Úmrtí
Adolf Pleskot zemřel roku 1933 a byl pohřben v Kouřimi.
Po jeho smrti převzal vedení rodinné firmy jediný syn Adolf Pleskot mladší (1890–1975). Po převzetí moci ve státě komunistickou stranou v Československu v únoru 1948 byla rodinná firma znárodněna. V rámci restitučních řízení byla budova továrny navrácena Zdeňce Pleskotové, vdově po Adolfovi Pleskotovi mladším. Architekt Josef Pleskot zpracoval přestavbu objektu a v jedné části si zřídil architektonickou kancelář AP ateliér. Zkratka AP znamená Adolf Pleskot.

### Rodinný život
Adolf Pleskot se v kostele Panny Marie Sněžné 9. srpna 1887 oženil s Eugenií, rozenou Vinařskou, z Prahy. Měli spolu celkem pět dětí, z nichž se dvě poslední narozené nedožily dospělosti.